# La Guerre des clans (cycle littéraire)
Pour les articles homonymes, voir La Guerre des clans.
 (juin 2022).
La Guerre des clans (titre original: Warrior Cats) est une série littéraire écrite par Erin Hunter, pseudonyme de Kate Cary, Cherith Baldry et Victoria Holmes, rejointes ensuite par Tui Sutherland puis par Gillian Philip, Inbali Iserles et enfin par Dan Jolley. Cette série a conquis des millions de lecteurs à travers le monde. Par exemple, elle comptabilise en France plus de 3 millions de ventes et a remporté plusieurs prix littéraires. La collection est composée de 8 cycles (7 et 5 tomes en France , toujours en publication) qui contiennent chacun 6 livres, dix-sept romans illustrés, six guides, dix-huit hors-série et 21 livres numériques (nouvelles).

## Résumés
Cette série d'origine anglaise crée par Erin Hunter raconte les aventures de chats sauvages répartis en plusieurs Clans : Le Clan du Tonnerre, le Clan du Vent, le Clan de la Rivière, le Clan de l'Ombre ainsi que le Clan du Ciel, qui sera découvert plus tard dans la série. Il y a également le Clan des Étoiles, composé des chats défunts, qui réside au sein de la "Toison Argentée" . Réservé aux chats ayant fait et voulu le bien durant son séjour dans son clan et qui a respecté le code du guerrier. Il est opposé à la Forêt Sombre. Aux côtés des quatre principaux clans (Tonnerre, Vent, Rivière et Ombre), il existe celui du Ciel. Ce dernier cohabitait autrefois avec les autres dans la forêt mais, après l'arrivée des Bipèdes (les humains), ils durent tous fuir vers un autre territoire. De plus, d'autres groupes de chats tels que la Tribu de l'Eau Vive (les chats des montagnes) et le Clan du Sang (groupe de chats errants vivants sur le territoire des humains)‚ apparaissent au fil de la série.
Le premier cycle de La Guerre des Clans a trait à la vie d'un jeune chat domestique roux, nommé Rusty, qui rêve de devenir un chat sauvage. Un jour, il tombe nez à nez avec un chat du Clan du Tonnerre, Nuage Gris, qui deviendra par la suite son meilleur ami. Il rencontre Étoile Bleue, la meneuse du Clan, qui lui propose de rejoindre le Clan du Tonnerre. Après avoir accepté, Rusty devient un apprenti (au même rang que Nuage Gris) et est renommé Nuage de Feu.
Nuage de Feu doit faire face à plusieurs problèmes. Il participe tout d'abord à une attaque de rats. Mais après avoir capturé un chat ennemi qui était sur leur territoire (Croc Jaune), il doit prouver sa loyauté car cette capture ne respectait pas le Code du Guerrier.
Il devient par la suite l'apprenti d'Étoile Bleue. Au fil du temps, Nuage Gris et Nuage de Feu commencent à s'inquiéter pour leur ami Nuage de Jais, l'apprenti de Griffe de Tigre (guerrier puis lieutenant du Clan du Tonnerre). Ce dernier semblant assez dangereux, les trois apprentis décident d'emmener Nuage de Jais chez Gerboise, un solitaire vivant dans une grange, pour qu'il soit en sécurité. Une fois rentrés, Nuage Gris et Nuage de Feu disent au clan que Nuage de Jais est mort. Nuage de Feu met un moment à se faire totalement accepter parmi ses nouveaux camarades, et c'est après avoir vaincu le Clan de l'Ombre avec Nuage Gris qu'ils deviennent des guerriers en tant que Cœur de Feu et Plume Grise. Il doit ensuite, avec Plume Grise, dans le deuxième livre du cycle un, aller chercher le Clan du Vent qui s'est fait chasser de son territoire. Cœur de Feu est ensuite nommé mentor de Nuage Cendré, une jeune femelle qui, malheureusement, est percutée par un monstre (une voiture). En effet, Griffe de Tigre lui avait tendu un piège, initialement prévu pour tuer Étoile Bleue. N'étant plus capable de se battre, Nuage Cendré devra suivre la voie des guérisseurs et devenir l’apprentie de Croc Jaune devenue la guérisseuse du clan après la mort de Petite Feuille.
Plusieurs lunes (une lune équivaut à un mois) plus tard, Cœur de Feu retrouve sa sœur, Princesse, une chatte domestique qui lui confie un de ses petits : Petit Nuage. Pendant tout ce temps, Plume Grise entretient une relation amoureuse secrète avec Rivière d'Argent, une femelle ennemie du Clan de la Rivière. Ils auront ensemble deux chatons mais, lors de la mise bas, Rivière d'Argent décède. Le Clan de la Rivière, quémandant les petits de Plume Grise, qui décide alors d'aller élever ses petits dans le Clan de la Rivière. De son côté, Cœur de Feu tombe peu à peu amoureux de Tempête de Sable, une belle chatte qui avait du mal à accepter son arrivée. Le Clan du Tonnerre doit ensuite essuyer de nouvelles batailles et apprend également la trahison de Griffe de Tigre, le lieutenant. Étoile Bleue, profondément choquée, doit choisir un nouveau lieutenant : ce sera Cœur de Feu. Par la suite, un incendie va raser la partie de la forêt où vit le Clan du Tonnerre. Pendant ce temps, Etoile du Tigre est devenu le chef du Clan de l'Ombre et cherche à se venger du Clan du Tonnerre. Puis arrive une meute de chiens envoyée par le sanguinaire chef du Clan de l'Ombre qui finit par prendre la vie de nombreux chats dont Étoile Bleue. Cœur de Feu devient alors le chef du Clan du Tonnerre et prend le nom d’Étoile de Feu. Il conclut une alliance avec Étoile du Léopard, la meneuse du Clan de la Rivière, et un autre "Clan" composé de redoutables chats domestiques : le Clan du Sang. Les membres du Clan de l'Ombre finissent par rejeter leur chef et Fléau (chef du Clan du Sang) le tue. Étoile du Tigre est donc mort sous les yeux choqués de tous les chats de la forêt. Cependant, le Clan du Sang, très ambitieux, veut régner sur la forêt ce qui oblige les quatre clans à s'unir avec Étoile de Feu pour se débarrasser du Clan du Sang et enfin vivre en paix sous la protection du Clan des Étoiles.
Le deuxième cycle, La Dernière Prophétie, retrace la vie des filles d'Étoile de Feu et de Tempête de Sable, Nuage de Feuille (Feuille de Lune) qui suit la voie des guérisseurs et Nuage d'Écureuil (Poil d'Écureuil), ainsi que de Griffe de Ronce, le fils d'Étoile du Tigre. Griffe de Ronce deviendra par la suite le compagnon de Poil d'Écureuil. Au début du cycle, le Clan des Etoiles choisit quatre élus, qui devront voyager au-delà de leurs territoires pour découvrir la nature d'une menace qui détruira la forêt. Les élus sont Griffe de Ronce, du Clan du Tonnerre, le fils d'Etoile du Tigre, Nuage Noir, du Clan du Vent, Jolie Plume, la fille de Plume Grise, du Clan de la Riviere et Pelage d'Or, soeur de Griffe de Ronce, du Clan de l'Ombre. Ils se feront accompagner par Pelage d'Orage, le frère de Jolie Plume, et par Nuage d'Ecureuil. Ils découvrent alors que les Bipèdes vont détruire la forêt. Quand ils retournent voir leurs Clans, la destruction de la forêt a commencé, et les quatre Clans vont partir très loin pour trouver un autre territoire. Cet exil long et très compliqué est appelé le Grand Périple. Sur leur nouveau domaine, les chats s'habituent bien mais Griffe de Ronce et Plume de Faucon, l'autre fils d'Etoile du Tigre, du Clan de la Riviere, voient leur père dans leurs rêve, et, sous l'influence de l'ancien tyran sanguinaire, ils perdent peu à peu leur loyauté envers leurs clans. Finalement, un peu après que Griffe de Ronce est devenu lieutenant du Clan du Tonnerre, Plume de Faucon piège Etoile de Feu et donne une possibilité à Griffe de Ronce de tuer son chef. Si Griffe de Ronce tue Etoile de Feu, il deviendra le chef du Clan du Tonerre car il en est actuellement le lieutenant. Finalement, la loyauté au Clan emporte Griffe de Ronce. Il libère son chef et tue son frère Plume de Faucon. Griffe de Ronce est désormais redevenu un guerrier complètement loyal au Clan du Tonnerre et arrête de voir son père dans ses rêves.
Le troisième cycle, Le Pouvoir des Étoiles, relate la jeunesse de Feuille de Houx, Pelage de Lion et Œil de Geai, petits-enfants d'Étoile de Feu. Selon une prophétie, ils ont le Pouvoir des Étoiles entre leurs pattes et doivent apprendre à s'en servir pour sauver les Clans d'un terrible danger. Dans ce cycle, Pelage de Granit décide de se venger du couple de Griffe de Ronce (qui est devenu lieutenant) et Poil d'Écureuil dont il est jaloux en essayant de jeter leurs trois "enfants" dans un feu avant d'apprendre une vérité déconcertante. Ils apprennent (Pelage de granit et les trois "enfants" de Poil d'Ecureuil et de Griffe de Ronce) que Feuille de Houx, Pelage de Lion et Œil de Geai ne sont pas leurs enfants mais ceux de la sœur et guérisseuse du clan, Feuille de Lune. Choqués, Pelage de Granit décide de tout raconter au clan mais se fera tuer par Feuille de Houx, et Pelage de Lion et Œil de Geai ne voudront plus lui adresser la parole. Cependant, Feuille de Houx décide d'aller encore plus loin. Elle dira tout à l'assemblée, et Œil de Geai dira que dans une vision, ils ont vu que Plume de Jais est leur père. Ce qu'il reniera puisqu'il a eu un enfant avec Belle-de-Jour. Par contre, Feuille de Lune, elle, dira tout le contraire. Lorsque Griffe de Ronce l'apprendra, il "rompra" avec Poil d'Ecureuil.
Le quatrième cycle, Les Signes du destin, est raconté depuis le point de vue de Pelage de Lion, Œil de Geai, Nuage de Colombe/Aile de Colombe et de Nuage de Lis/Feuille de Lis. Dans ce cycle, après les événements inédits de la fin du troisième cycle, on apprend que Nuage de Colombe est le troisième chat de la Prophétie des Trois, avec Pelage de Lion et Œil de Geai. Ensemble, ils doivent se battre et convaincre les Clans de s'unir contre la Forêt Sombre, dont le pouvoir grandit de plus en plus. Mais un jour, la guerre éclate entre les deux camps : Tonnerre, Ombre, Vent, Rivière, Tribu de la chasse éternelle, Clan des étoiles  contre la forêt sombre. Le combat est sanglant. Feuille de Houx, Étoile de Feu, Fleur de Bruyère et bien d'autres meurent. Griffe de Ronce devient donc Étoile de Ronce, et il se réconcilie par la suite avec Poil d'Écureuil disant qu'il comprenait pourquoi elle a adopté les chatons de sa sœur Feuille de Lune en disant que c'était les siens avec son compagnon. Le nouveau chef lui donne le titre de lieutenante.
Le cinquième cycle, L'Aube des Clans, raconte l'histoire de la création des Clans, du point de vue de Gris Poil, par des chats originaires des montagnes et issus de la Tribu de l'Eau Vive (qui ne se nommait pas encore ainsi à l'époque), Ombre Noire et Ciel Bleu et des chats originaires de la forêt, Tonnerre, Vent Vif et Rivière Ondoyante. La création des Clans est marquée par la décision d'un certain nombre de chats d'entreprendre un voyage afin de quitter les montagnes, puis par leur arrivée sur leur nouveau territoire avec la division d'un groupe initial en plusieurs groupes, plus tard appelés "Clans" et les guerres qui ont permis la création finale des cinq Clans originels (Vent, Tonnerre, Rivière, Ombre et Ciel), ainsi que les premières bases du code du guerrier.
Le sixième cycle, De l'ombre à la lumière, se déroule juste après le cycle 4. Il raconte l'histoire des petits de Poil d'Écureuil et d'Étoile de Ronce (anciennement Griffe de Ronce), principalement Cœur d'Aulne et sa sœur Pelage d’Étincelles mais aussi de Nuage de Brindille puis Branche Fleurie et de Nuage de Violette puis Violette Brillante, deux chatons découverts à la fin du tome 1. Dans ce cycle, les Clans sont de nouveau face au danger : un chat errant du nom de Plume Sombre compte prendre possession des Clans afin de les détruire. Il finit par être vaincu, mais il a laissé derrière lui des clans qui s'entredéchirent. Dans ce cycle, le Clan du Ciel retrouve sa place parmi les clans.
Le septième cycle, La Trahison du code, se passe lorsque Étoile de Ronce, après avoir perdu une vie, se comporte bizarrement[réf. nécessaire].Les personnages principaux sont Nuage de Soie / Soie de Gel, du clan du Tonnerre,  Nuage de Racine / Racine des Sources qui est le fils de Violette Brillante et de Arbre, dans le clan du Ciel et Nuage d'Ombre / Œil d'Ombre, le fils d'Aile de Colombe et d'Étoile du Tigre (anciennement Cœur de Tigre).

## Personnages principaux
Étoile de Feu : Ancien chat domestique, il a rejoint le Clan du Tonnerre sous le nom de Nuage de Feu puis de Cœur de Feu. Il deviendra le lieutenant , puis enfin, vers la fin du cycle 1, il deviendra le chef du Clan du Tonnerre. Il réussit à empêcher le Clan du Tonnerre de tomber entre les pattes du tyrannique Étoile du Tigre. Il est mort en (re)tuant Étoile du Tigre (déjà mort mais ressuscité grâce à une "faille" entre le monde des morts et des vivants)  dans une grande bataille dans le cycle 4.
Étoile Bleue : Ancienne cheffe du Clan du Tonnerre au début du cycle 1, elle décide de prendre Rusty comme apprenti puis après son baptême de guerrier et la trahison de Griffe de Tigre comme lieutenant malgré ses origines de chat domestique. La trahison de Griffe de Tigre la bouleverse complètement; et traite tous les chats de son clan comme traître. Elle meurt en se sacrifiant pour son Clan, en se noyant du fait qu'une meute de chiens sanguinaires était venu les attaquer
Plume Grise : Meilleur ami d'Étoile de Feu. Il est un combattant loyal au clan du Tonnerre. Lors du cycle 1, il tombe amoureux de Rivière d'Argent, une chatte du Clan de la Rivière, avec qui il a deux petits. Lors du départ des Clans pour se rendre sur leur nouveau territoire (cycle 2), il est capturé par des Bipèdes. Il fait sa réapparition quelques tomes plus tard, accompagné d'une nouvelle chatte, Millie, avec qui il a par la suite trois chatons. Il meurt longtemps après à la suite d'une bataille dans la Forêt Sombre et rejoint sa famille dans le Clan des Étoile.
Étoile du Tigre : C'est le Grand Antagoniste du cycle 1 et du cycle 4. Ancien guerrier du Clan du Tonnerre très ambitieux, il n'hésite pas à tuer ses prédécesseurs(comme Plume Rousse) pour accéder au poste de chef qu'il convoite énormément. Il a d'ailleurs essayait de tuer Étoile Bleue, en échouant, mais en blessant à vie Nuage Cendré ( qui deviendra Museau Cendré ) On le retrouve dans le Cycle 4 où il essaye de manipuler des guerriers depuis la Forêt Sombre afin de détruire le code du guerrier et le Clan des Étoiles qu'il a toujours haï.
Museau Cendré : Ancienne guérisseuse du Clan du Tonnerre, elle se fait renverser par une voiture (appelé monstre) et est blessée à la patte, ce qui l'empêche de devenir guerrière et de rester l'apprentie d'Étoile de Feu. Elle est têtue mais avec le temps devint une excellente guérisseuse. Elle mourra lors d'une attaque de Blaireau
Tempête de Sable : c'est la compagne d'Étoile de Feu. Au début du cycle 1, elle le considère avec beaucoup de mépris mais finit par se rendre compte de ses sentiments après qu'il lui ait sauvé la vie lors d'une bataille. C'est une excellente chasseuse et une guerrière loyale.
Flocon de Neige : Apprenti et le neveu d'Étoile de Feu. Ancien chat domestique, il a eu du mal à s'intégrer dans le Clan. C'est le meilleur pisteur du Clan et même s'il ne croit pas au Clan des Étoiles, il reste un guerrier loyal. Il à aidé Cœur Blanc quand la meute de chiens l'a attaquée.
Croc Jaune : Vieille chatte qui était l'anciennement guérisseuse du Clan de l'Ombre ce fera exilé par Étoile Brisée qui accusera à a place, d'avoir tué son père, sans savoir qu'elle était sa mère. Croc Jaune trouve un refuge dans le camp du Clan Tonnerre où elle devient la guérisseuse et le mentor de Museau Cendré. Nuage de Feu deviendra un grand ami de celle-ci. Lors de la capture d’Étoile Brisée, elle décidera avec une baie empoisonnée d'enlever la dernière vie à celui-ci en lui avouant toute l'histoire et qu'elle était sa mère. Elle apprendra aussi que c'est lui qui avait tué son père pour accéder plus vite au titre de chef. Elle mourra lors d'un incendie, du fait que l'air était toxique.
Feuille de Houx : Sœur d'Œil de Geai et de Pelage de Lion, tous trois membres du Clan du Tonnerre. A cru faire partie de la prophétie du cycle III avec ses deux frères et Aile de Colombe. C'est elle qui révèle la vérité sur ses parents à tous les clans et qui assassinera Pelage de Granit. On pensera qu'elle meurt à cause d'un éboulement mais resurgira lors de la veille de la bataille et apprendra qui est la 3ème de la prophétie. Elle mourra lors de la bataille contre la forêt sombre.
Œil de Geai : Il est l'un des trois chats de la prophétie du Cycle III et le plus puissant guérisseur des cycles connus jusqu'alors. En ce qui le concerne lui ainsi que son frère Pelage de Lion et Aile de Colombe. C'est un personnage récurrent jusqu'au cycle VI. C'est un chat aveugle au pelage gris-tigré. Il est d'un caractère froid, calme et vif. Il est réservé et grincheux. Peu sociable, il réalise néanmoins des actions plus qu'honorables pour son Clan du Tonnerre. Malgré sa cécité, il entreprend de devenir guerrier contre l'avis de tous et aura pour mentor Cœur Blanc. Finalement, ayant des visions, lisant dans les pensées et pénétrant les rêves des autres, il deviendra guérisseur pour mieux servir son clan. Il sera le plus souvent accueilli par Croc Jaune lors de ses visites au clan des Étoiles.
Pelage de Lion : Protagoniste principal du Cycle III et IV, Oeil de Geai lui apprend qu'il fait partie d'une prophétie. Son pouvoir est l'invincibilité ce qui fait qu'il n'est jamais blessé au combat. C'est un guerrier loyal et le meilleur combattant du clan.
Aile de Colombe : elle fait partie de la prophétie des Trois (La prophétie commence dans le cycle III, mais Aile de Colombe arrive dans le cycle IV). Elle est la sœur de Feuille de Lis et la fille d'Aile Blanche. Elle possède des sens sur-développés, légués par le Clan des Étoiles.
Feuille de Lis : c'est la sœur d'Aile de Colombe et la fille d'Aile Blanche. Elle a longtemps été jalouse de sa sœur car celle-ci fait l'objet d'une prophétie et toute l'attention était concentrée sur elle. Elle a pendant un temps rejoint les rangs de la Forêt Sombre où elle s'y est entraînée mais y a finalement découvert des complots menés contre les chats des clans. Elle a donc continué d'y aller, mais cette fois-ci en tant qu'espionne.
Chipie : une chatte venant du territoire des chevaux (au bord du lac). Lorsque Étoile de Feu la trouve dans la forêt, elle est en fuite car elle ne veut pas que les « bipèdes » (humains) s’emparent de ses petits comme ils l’avaient fait avec les chatons de son amie Câline. Elle devient l’un des membres du clan du Tonnerre. Elle a une deuxième portée de chatons, cette fois-ci avec Patte d'Araignée.
Feuille de Lune: Guérisseuse du Clan du Tonnerre, elle est la sœur de Poil d’Écureuil et la fille d’Étoile de Feu. Quand Poil d'Écureuil est partie avec Griffe de Ronce à la recherche de "là où le soleil sombre dans l'eau", Feuille de Lune, grâce à son don, peut savoir (à peu près) où se trouvait et ce que faisait sa sœur grâce au lien mystérieux qui les unissait. Plus tard, elle se fera kidnapper par les Bipèdes lorsqu'ils détruiront la forêt. Quand les clans s'installent au bord du lac, elle tombe amoureuse de Plume de Jais, un guerrier du clan du Vent. Mais en tant que guérisseuse, elle n'a pas le droit de l'aimer. Finalement, ils quittent ensemble les clans mais croisent Minuit le blaireau qui leur dit que les siens vont attaquer les clans. Ils décident de rentrer mais à leur retour, les blaireaux sont déjà là. Son mentor, Museau Cendré meurt dans la bataille. Après, elle décide de ne plus revoir Plume de Jais mais elle découvre qu'elle attend des chatons. C'est Pelage de Lion, Œil de Geai et Feuille de Houx qu'elle confie à Poil d'Écureuil. Poil d'Écureuil fera comme si c'était ses chatons, au point de mentir à tout le clan, même à son père (Etoile de Feu) et Griffe de Ronce. Lorsque ses enfants le découvriront, Croc Jaune apparaitra à Œil de Geai pour lui dire qui est son père, et lors d'une assemblée, Feuille de Houx décide de tout révéler à tous les chats. Ce qui ne fera qu'aggraver que l'inamitié entre Pelage de Lion, Œil de Geai et Feuille de Houx et Pelage de Brume. Elle sera déchu de son grade guérisseuse, avant de le reprendre. Elle sera tuée dans un éboulement lors du hors-série ''L'Espoir de Poil d'Écureuil'', en essayant de sauver une portée de chatons.
Poil d’Écureuil : la sœur de Feuille de Lune. Elle part faire un long voyage avec les élus (Griffe de Ronce, Pelage d'Or, Jolie Plume, Nuage Noir). Elle devient ensuite la compagne de Griffe de Ronce mais elle se dispute souvent avec lui. C'est une guerrière loyale, énergique et dévouée à son clan. Plus tard, elle est nommée lieutenante.
Griffe de Ronce : c'est le fils d’Étoile du Tigre et le frère de Pelage d'Or. Il fait partie des élus du Clans des Étoiles envoyés à la recherche de Minuit. À son retour, il dit aux clans qu'il faut partir de la forêt. Plus tard, Poil d’Écureuil, qu'il prend comme compagne, lui fait croire qu'elle a donné naissance à ses chatons (Pelage de Lion, Œil de Geai, Feuille de Houx). Il les élève comme un père avant de découvrir la vérité annoncée à tous les clans par Feuille de Houx. Il est furieux et quitte Poil d’Écureuil. Des lunes plus tard lorsqu'Étoile de Feu meurt, il devient chef sous le nom d’Étoile de Ronce et il nomme Poil d’Écureuil lieutenant. Ils finissent par se remettre ensemble et ont, cette fois-ci, une vraie portée. C'est Pelage d’Étincelles et Cœur d'Aulne.
Poil de Fougère: C'est un guerrier calme et courageux. Il a des chatons avec Poil de Châtaigne.
Pelage de Granit: c'est un guerrier du clan du Tonnerre qui devient très ami avec Poil d’Écureuil jusqu'à l'aimer. Mais Poil d’Écureuil se réconcilie avec Griffe de Ronce et elle lui dit qu'elle l'apprécie vraiment en tant qu'ami mais c'est tout. Cela lui brise le cœur au point que dans le cycle 3 lors d'un incendie, il menace Poil d’Écureuil en voulant tuer ses petits (Pelage de Lion, Œil de Geai, Feuille de Houx). Cette dernière lui répond que cela ne la fera pas souffrir car se ne sont pas ses petits. Pelage de Granit veut alors révéler son secret lors de l'Assemblée pour que Griffe de Ronce ne l'aime plus, mais Feuille de Houx l'assassine et son corps est retrouvé dans le lac.
Pelage d'Or : Elle est née dans le clan du Tonnerre avec son frère Griffe de Ronce mais son père Étoile du Tigre, est chef du clan de l'Ombre et elle décide de le rejoindre. Elle devient guerrière même si son nouveau clan continue douter de sa loyauté. Plus tard, elle est choisie par le Clan des Étoiles pour aller là où le soleil sombre dans l'eau. Elle se fait mordre par les rats dans ce périple et sa blessure retarde les élus. Quand elle revient chez les clans, elle leur dit de partir. Elle est désignée par son clan pour faire le tour du lac. Elle a des chatons avec Pelage Fauve qui se nomment Cœur de Tigre, Plume de Flamme et Aube Claire.
Nuage de Jais : Ancien apprenti du clan du Tonnerre et l'un des meilleurs amis d’Étoile de Feu. Il sera l'élément principal pour démasquer la trahison de son mentor Étoile du Tigre, puisqu'il l'a vu tuer Plume Rousse. Pour éviter de se faire tuer par Étoile du Tigre, il fuira son clan à l'aide de ses deux meilleurs amis, Cœur de Feu et Plume Grise, et vivra avec un solitaire, Gerboise à côté d'une grange proche de l'ancien territoire du clan du vent.Il apparaît dans la nouvelle ''Les adieux de Nuage de Jais''.
Petite Feuille : Guérisseuse du Clan du Tonnerre, elle est le premier amour de Nuage de Feu, malgré son rôle de guérisseuse. Assassinée peu après par Museau Balafré, Petite Feuille vient souvent rendre visite à Étoile de Feu dans ses rêves. Elle est toujours de très bon conseil et elle aide beaucoup les héros de la saga à accomplir leur destin. Plus tard, elle participe à la Grande Bataille et meurt une deuxième fois tuée par Ombre d’Érable en protégeant Tempête de Sable. Étoile de Feu ne se la pardonnera jamais.
Nuage de Brindille : Apprentie trouvée chaton par Nuage d'Aulne et Nuage d'Aiguilles dans leur quête. Elle est "ce qui dans l'ombre est caché" que les clans recherchaient. Plus tard, elle s'enfuit pour essayer de retrouver le clan du Ciel et sa famille. Elle les retrouve et fait la connaissance de son père Aile de Faucon. Elle les guide au territoire des clans. Quand Plume Sombre fut tué, elle rejoint le clan du Ciel pour vivre avec son père et sa sœur Nuage de Violette. Mais elle comprend que sa place est dans le clan qu'il la recueillie et les rejoint. Elle deviendra guerrière sous le nom de Branche Fleurie.

## Historique et publication

### Contexte

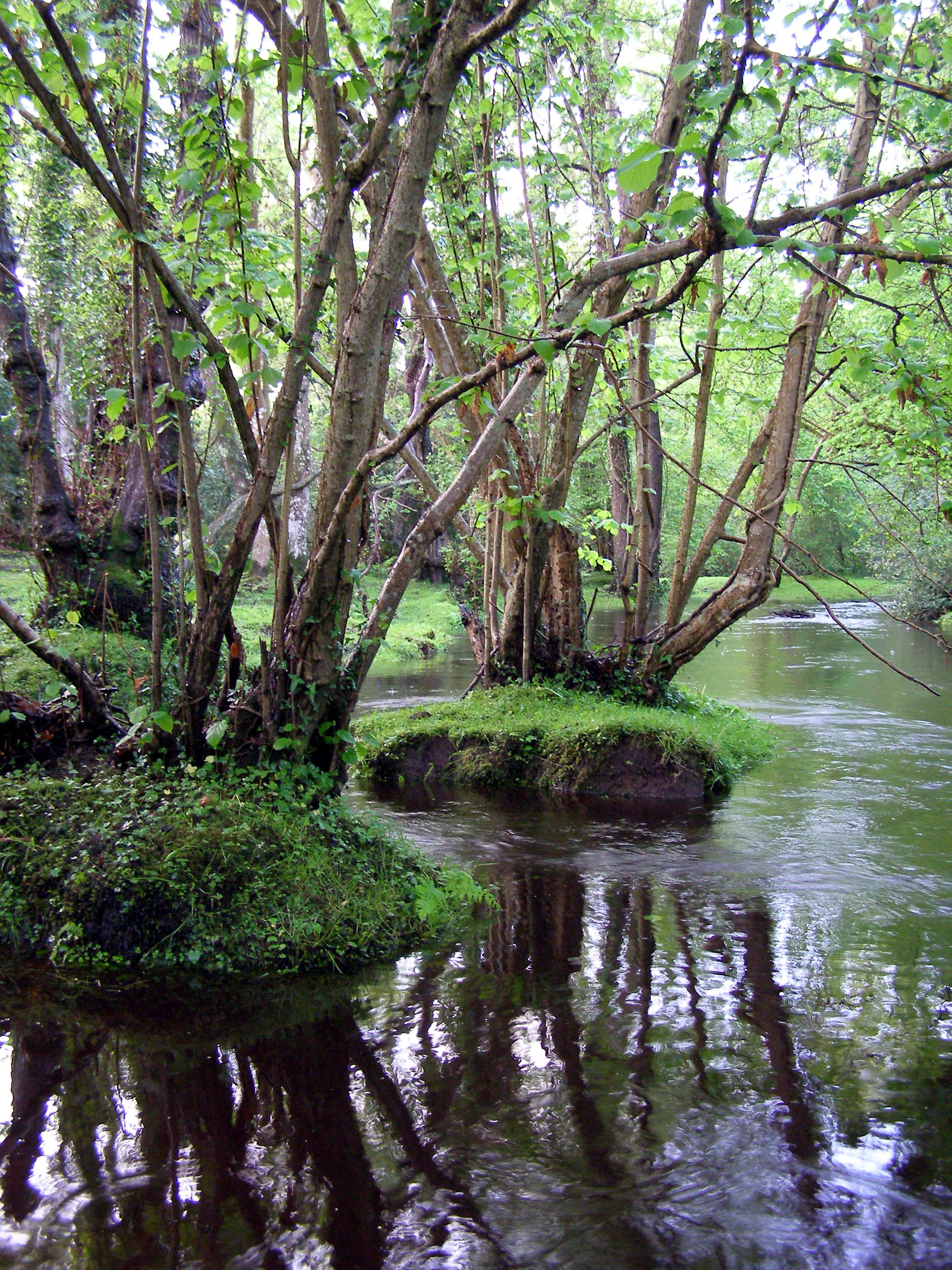
La forêt fictive du roman (forêt de Cerfblanc) est inspirée de la New Forest qui s'étale près du Loch Lomond, en Écosse.

En 2003, HarperCollins demande à Victoria Holmes d’écrire une collection de livres de fantasy pour les jeunes ayant des chats pour sujets. D'abord réticente car elle n'aime ni les chats, ni la fantasy, celle-ci va cependant travailler sur le concept, enrichissant l’intrigue avec des guerres, de la politique, des vengeances, des amours impossibles et des conflits religieux. Elle imagine ainsi des clans de chats sauvages ce qui permet de combiner l’indépendance et la liberté d’un animal sauvage avec une identification facile par le lecteur à un animal de compagnie. L’idée d’origine est d'écrire un unique roman. Toutefois, face à tous les développements élaborés par Victoria Holmes, l’éditeur décide de créer une série en six volumes.
Le premier volume, Retour à l'état sauvage (Into the Wild), est écrit en trois mois par Kate Cary sous le pseudonyme d’Erin Hunter. Elle est épaulée par Victoria Holmes qui s’assure de la continuité de l’univers, de ses personnages et traditions. Kate Cary a indiqué que s’insérer dans l’univers peuplé de chats construit par Victoria Holmes était facile en raison de son amour pour le félin domestique qui a, selon elle, une personnalité bien définie.
La forêt fictive du roman est inspirée de la nouvelle forêt (New Forest) située autour du Loch Lomond, de la forêt de Dean et des Highlands. Kate Cary est inspirée par les romans de fantasy d’Enid Blyton, de Lucy Maud Montgomery et par les aventures d’Alice Roy de Caroline Quine.

### Publication
La Guerre des clans comporte en anglais huit cycles de six romans chacun (le neuvième est en cours de parution), ainsi que quatorze romans illustrés, six guides, treize hors-séries et dix-huit livres numériques en six compilations papier.
Le premier tome de la série, Retour à l'état sauvage (Into the Wild), a été traduit en vingt-cinq langues.
La série est traduite en français par Aude Carlier, à l'exception des cinq premiers tomes du premier cycle, traduits par Cécile Pournin, fondatrice de Ki-oon.

## Liste des volumes

### Cycle I:La Guerre des clans
1. Retour à l'état sauvage, Pocket Jeunesse, 2005 ((en) Into the Wild, 2003)  (ISBN 9782266168656)
2. À feu et à sang, Pocket Jeunesse, 2005 ((en) Fire and Ice, 2003)  (ISBN 9782266171465)
3. Les Mystères de la forêt, Pocket Jeunesse, 2006 ((en) Forest of Secrets, 2003)
4. Avant la tempête, Pocket Jeunesse, 2007 ((en) Rising Storm, 2004)
5. Sur le sentier de la guerre, Pocket Jeunesse, 2007 ((en) A Dangerous Path, 2004)
6. Une sombre prophétie, Pocket Jeunesse, 2008 ((en) The Darkest Hour, 2004)

### Cycle II:La Dernière Prophétie
1. Minuit, Pocket Jeunesse, 2008 ((en) Midnight, 2005)
2. Clair de lune, Pocket Jeunesse, 2009 ((en) Moonrise, 2005)
3. Aurore, Pocket Jeunesse, 2009 ((en) Dawn, 2005)
4. Nuit étoilée, Pocket Jeunesse, 2010 ((en) Starlight, 2006)
5. Crépuscule, Pocket Jeunesse, 2010 ((en) Twilight, 2006)
6. Coucher de soleil, Pocket Jeunesse, 2011 ((en) Sunset, 2007)

### Cycle III:Le Pouvoir des Étoiles
1. Vision, Pocket Jeunesse, 2011 ((en) The Sight, 2007)
2. Rivière noire, Pocket Jeunesse, 2012 ((en) Dark River, 2007)
3. Exil, Pocket Jeunesse, 2012 ((en) Outcast, 2008)
4. Éclipse, Pocket Jeunesse, 2013 ((en) Eclipse, 2008)
5. Pénombre, Pocket Jeunesse, 2013 ((en) Long Shadows, 2008)
6. Soleil levant, Pocket Jeunesse, 2014 ((en) Sunrise, 2009)

### Cycle IV:Les Signes du destin
1. La Quatrième Apprentie, Pocket Jeunesse, 2014 ((en) The Fourth Apprentice, 2009)
2. Un écho lointain, Pocket Jeunesse, 2015 ((en) Fading Echoes, 2010)
3. Des murmures dans la nuit, Pocket Jeunesse, 2015 ((en) Night Whispers, 2010)
4. L'Empreinte de la lune, Pocket Jeunesse, 2016 ((en) Sign of the Moon, 2011)
5. La Guerrière oubliée, Pocket Jeunesse, 2016 ((en) The Forgotten Warrior, 2011)
6. Le Dernier Espoir, Pocket Jeunesse, 2017 ((en) The Last Hope, 2012)

### Cycle V:L'Aube des clans
1. Le Sentier du soleil, Pocket Jeunesse, 2017 ((en) The Sun Trail, 2013)
2. Coup de tonnerre, Pocket Jeunesse, 2018 ((en) Thunder Rising, 2013)
3. La Première Bataille, Pocket Jeunesse, 2018 ((en) The First Battle, 2014)
4. L'Étoile flamboyante, Pocket Jeunesse, 2019 ((en) The Blazing Star, 2014)
5. Une forêt divisée, Pocket Jeunesse, 2019 ((en) A Forest Divided, 2015)
6. Le Sentier des étoiles, Pocket Jeunesse, 2020 ((en) Path of Stars, 2015)

### Cycle VI:De l'ombre à la lumière
1. La Quête de l'apprenti, Pocket Jeunesse, 2020 ((en) The Apprentice's Quest, 2016)
2. Ombre et Tonnerre, Pocket Jeunesse, 2021 ((en) Thunder and Shadow, 2016)
3. Éclats de Ciel, Pocket Jeunesse, 2021 ((en) Shattered Sky, 2017)
4. Péril nocturne, Pocket Jeunesse, 2022 ((en) Darkest Night, 2017)
5. La Rivière de feu, Pocket Jeunesse, 2022 ((en) River of Fire, 2018)
6. Au cœur de la tourmente, Pocket Jeunesse, 2023 ((en) The Raging Storm, 2018)

### Cycle VII:La Trahison du code
1. Étoiles perdues, Pocket Jeunesse, 2023 ((en) Lost Stars, 2019), 336 p.  (ISBN 978-2-266-33168-5)
2. L'imposteur, Pocket Jeunesse, 2024 ((en) The Silent Thaw, 2019), 384 p.  (ISBN 978-2-266-33448-8)
3. Voile d'ombres, Pocket Jeunesse, 2024 ((en) Veil of Shadows, 2020), 336 p.  (ISBN 978-2-266-33449-5)
4. Ténèbres intérieures, Pocket Jeunesse, 2025 ((en) Darkness Within, 2020), trad. Aude Carlier, 384 p.  (ISBN 978-2-266-34206-3)
5. Le Lieu sans étoiles, Pocket Jeunesse, 2025 ((en) The Place of No Stars, 2021), trad. Aude Carlier, 320 p.  (ISBN 978-2-266-34207-0)À paraître le 11 septembre 2025
6. (en) A Light in the Mist, 2021

### Cycle VIII:A Starless Clan
1. (en) River, 2022
2. (en) Sky, 2022
3. (en) Shadow, 2023
4. (en) Thunder, 2023
5. (en) Wind, 2024
6. (en) Star, 2024

### Cycle IX:Changing Skies
1. (en) The Elders' Quest, 2025
2. (en) Hidden Moon, 2025À paraître le 4 novembre 2025

### Hors-série
1. La Quête d’Étoile de Feu, Pocket Jeunesse, 2010 ((en) Firestar's Quest, 2007)
2. La Prophétie d'Étoile Bleue, Pocket Jeunesse, 2013 ((en) Bluestar's Prophecy, 2009)
3. Le Destin d'Étoile de Feuille, Pocket Jeunesse, 2020 ((en) SkyClan's Destiny, 2010)
4. La Promesse de l'élu, Pocket Jeunesse, 2014 ((en) Crookedstar's Promise, 2011)
5. Le Secret de Croc Jaune, Pocket Jeunesse, 2015 ((en) Yellowfang's Secret, 2012)
6. La Vengeance d'Étoile Filante, Pocket Jeunesse, 2019 ((en) Tallstar's Revenge, 2013)
7. L'Épreuve d'Étoile de Ronce, Pocket Jeunesse, 2018 ((en) Bramblestar's Storm, 2014)
8. La Vision de Vol du Papillon, Pocket Jeunesse, 2021 ((en) Moth Flight's Vision, 2015)
9. Le Voyage d'Aile de Faucon, Pocket Jeunesse, 2022 ((en) Hawkwing's Journey, 2016)
10. L'Ombre de Cœur de Tigre, Pocket Jeunesse, 2023 ((en) Tigerheart's Shadow, 2017), 496 p.  (ISBN 978-2-266-33166-1)
11. Le combat de Plume de Jais, Pocket Jeunesse, 2025 ((en) Crowfeather's Trial, 2018), trad. Aude Carlier, 464 p.  (ISBN 978-2-266-34204-9)
12. L'Espoir de Poil d'Écureuil, Pocket Jeunesse, 2024 ((en) Squirrelflight's Hope, 2019), 496 p.  (ISBN 978-2-266-31461-9)
13. (en) Graystripe's Vow, 2020
14. (en) Leopardstar's Honor, 2021
15. (en) Onestar's Confession, 2022
16. (en) Riverstar's Home, 2023
17. (en) Ivypool's Heart, 2024
18. (en) StormClan's Folly, 2025À paraître le 26 août 2025

### Livres numériques
Les livres numériques sont regroupés par trois en édition papier.
1. (en) The Untold Stories, 2013
  1. L'Histoire de Feuille de Houx, 1221, 2020 ((en) Hollyleaf's Story, 2012)
  2. Le Signe d'Étoile de Brume, 1221, 2020 ((en) Mistystar's Omen, 2012)
  3. Le Voyage d'Étoile de Givre, 1221, 2016 ((en) Cloudstar's Journey, 2013)
2. (en) Tales from the Clans, 2014
  1. La Fureur de Griffe de Tigre, 1221, 2016 ((en) Tigerclaw's Fury, 2013)
  2. Le Souhait de Feuille de Lune, 1221, 2016 ((en) Leafpool's Wish, 2013)
  3. Le Silence d'Aile de Colombe, 1221, 2020 ((en) Dovewing's Silence, 2014)
3. La Guerre des clans : Recueil de trois nouvelles, Pocket Jeunesse, 2022 ((en) Shadows of the Clans, 2016), 336 p.  (ISBN 978-2-266-33090-9)
  1. La Vengeance d'Ombre d’Érable, 1221, 2021 ((en) Mapleshade's Vengeance, 2015)
  2. La Malédiction de Plume d'Oie, 1221, 2021 ((en) Goosefeather's Curse, 2015)
  3. Les Adieux de Nuage de Jais, 1221, 2021 ((en) Ravenpaw's Farewell, 2016)
4. La Guerre des clans : Recueil de trois nouvelles - Livre II, Pocket Jeunesse, 2025 ((en) Legends of the Clans, 2017), trad. Aude Carlier, 360 p.  (ISBN 978-2-266-35062-4)
  1. Le Cœur de Petite Feuille, 1221, 2023 ((en) Spottedleaf's Heart, 2017)
  2. Le Choix d'Étoile de Sapin, 1221, 2023 ((en) Pinestar's Choice, 2017)
  3. L'Écho d'Étoile du Tonnerre, 1221, 2023 ((en) Thunderstar's Echo, 2017)
5. (en) Path of a Warrior, 2019
  1. (en) Redtail's Debt, 2019
  2. (en) Tawnypelt's Clan, 2019
  3. (en) Shadowstar's Life, 2019
6. (en) A Warrior's Spirit, 2020
  1. (en) Pebbleshine's Kits, 2020
  2. (en) Tree's Roots, 2020
  3. (en) Mothwing's Secret, 2020
7. (en) A Warrior's Choice, 2021
  1. (en) Daisy's Kin, 2021
  2. (en) Blackfoot's Reckoning, 2021
  3. (en) Spotfur's Rebellion, 2021

### Romans illustrés

#### SérieLes Aventures de Plume Grise
Cette trilogie se déroule entre le tome 3 du cycle 2 et le tome 1 du cycle 3. Plume Grise, capturé par les Bipèdes, tente de retrouver son Clan avec l’aide de Millie, sa nouvelle amie. Grâce à un ancien compagnon (Nuage de Jais), Étoile de Feu retrouve son meilleur ami.
1. Le Guerrier perdu, Pocket Jeunesse, 2013 ((en) The Lost Warrior, 2007)
2. Le Refuge du guerrier, Pocket Jeunesse, 2013 ((en) Warrior's Refuge, 2007)
3. Le Retour du guerrier, Pocket Jeunesse, 2013 ((en) Warrior's Return, 2008)

- Les Aventures de Plume Grise, Pocket Jeunesse, 2024 ((en) Graystripe's Adventure, 2017), 272 p.  (ISBN 978-2-266-34184-4)

#### SérieÉtoile du Tigre et Sacha
Cette trilogie raconte comment Étoile du Tigre et Sacha se sont rencontrés, comment ils ont eu leurs enfants (Plume de Faucon et Papillon) et pourquoi Sacha a décidé de les confier au Clan de la Rivière.
1. Seule dans les bois, Pocket Jeunesse, 2015 ((en) Into the Woods, 2008)
2. En fuite !, Pocket Jeunesse, 2015 ((en) Escape from the Forest, 2009)
3. Retour aux clans, Pocket Jeunesse, 2015 ((en) Return to the Clans, 2009)

#### SérieLe Destin de Nuage de Jais
Cette trilogie se déroule entre les premier et second cycles. Les chats du Clan du Sang n’ont pas arrêté de causer des ennuis aux chats de la forêt : ils chassent Nuage de Jais et Gerboise de leur ferme et volent le gibier des chats sauvages. Comment les en empêcher ?
1. Une paix menacée, Pocket Jeunesse, 2014 ((en) Shattered Peace, 2009)
2. Un clan menacé, Pocket Jeunesse, 2014 ((en) A Clan in Need, 2010)
3. Un cœur de guerrier, Pocket Jeunesse, 2014 ((en) The Heart of a Warrior, 2010)

- Le Destin de Nuage de Jais, Pocket Jeunesse, 2025 ((en) Ravenpaw's Path, 2018), trad. Aude Carlier, 272 p.  (ISBN 978-2-266-34970-3)

#### SérieLe Clan du Ciel et l'Étranger
La saison des feuilles nouvelles est à venir, et Étoile de Feuille est fière de voir prospérer le Clan du Ciel sous sa direction. Les bois sont giboyeux, l'antre des guerriers est pleine, et Étoile de Feuille attend des petits. Mais un étranger se cache près du territoire du Clan, et les nouveau-nés d´Étoile de Feuille ainsi que le reste du jeune clan pourraient être en danger. Avec les encouragements d´Étoile de Feuille, Sol, un ancien chat domestique, a rejoint les rangs du Clan du Ciel. Il rêve de devenir un grand guerrier, et promet d'être utile et courageux. Mais Étoile de Feuille commence bientôt à se demander si Sol respecte les règles du code guerrier. Et lorsque des actions de Sol conduisent à une catastrophe périlleuse pour le Clan, Étoile de Feuille se demande si elle peut faire lui confiance – avant qu'il soit trop tard.
1. Sauvetage, Pocket Jeunesse, 2020 ((en) The Rescue, 2011)
2. Le Code du guerrier, Pocket Jeunesse, 2020 ((en) Beyond the Code, 2011)
3. Après l'inondation, Pocket Jeunesse, 2020 ((en) After the Flood, 2012)

- Le Clan du Ciel et l'Étranger, Pocket Jeunesse, 2025 ((en) SkyClan and the Stranger, 2018), trad. Aude Carlier, 272 p.  (ISBN 978-2-266-34972-7)À paraître le 25 septembre 2025

#### Romans illustrés indépendants
- (en) The Rise of Scourge, 2008
- Une ombre au clan de la rivière, Pocket Jeunesse, 2023 ((en) A Shadow in RiverClan, 2020), 208 p.  (ISBN 978-2-266-33085-5)
- Le Vent du changement, Pocket Jeunesse, 2023 ((en) Winds of Change, 2021), 208 p.  (ISBN 978-2-266-33086-2)
- L'Exil de Lune Noire, Pocket Jeunesse, 2024 ((en) Exile from Shadowclan, 2022), 208 p.  (ISBN 978-2-266-34183-7)
- (en) A Thief in ThunderClan, 2023

### Histoires courtes
1. (en) Tigerstar: Heart of Evil or Misplaced Ambition?, 2009
2. (en) Why is Jaypaw Blind?, 2009
3. (en) Beyond the Code: Brightspirit's Mercy, 2009
4. (en) The Clans Decide, 2009
5. (en) Spottedleaf's Honest Answer, 2009
6. (en) After Sunset: We Need to Talk, 2009
7. (en) After Sunset: The Right Choice?, 2011
8. (en) The Elders' Concern, 2011
9. (en) The Death of Bright Stream, 2011

### Guides
1. (en) Secrets of the Clans, 2007
2. (en) Cats of the Clans, 2008
3. (en) Code of the Clans, 2009
4. (en) Battles of the Clans, 2010
5. Le Guide illustré, Pocket Jeunesse, 2017 ((en) Enter the Clans, 2012)
6. (en) The Ultimate Guide, 2013